# ゴシアカップ
ゴシアカップ（Gothia Cup）、別名ワールドユースカップは、毎年7月にスウェーデンのヨーテボリで開催される世界最大規模のユースサッカー大会。

## 概要

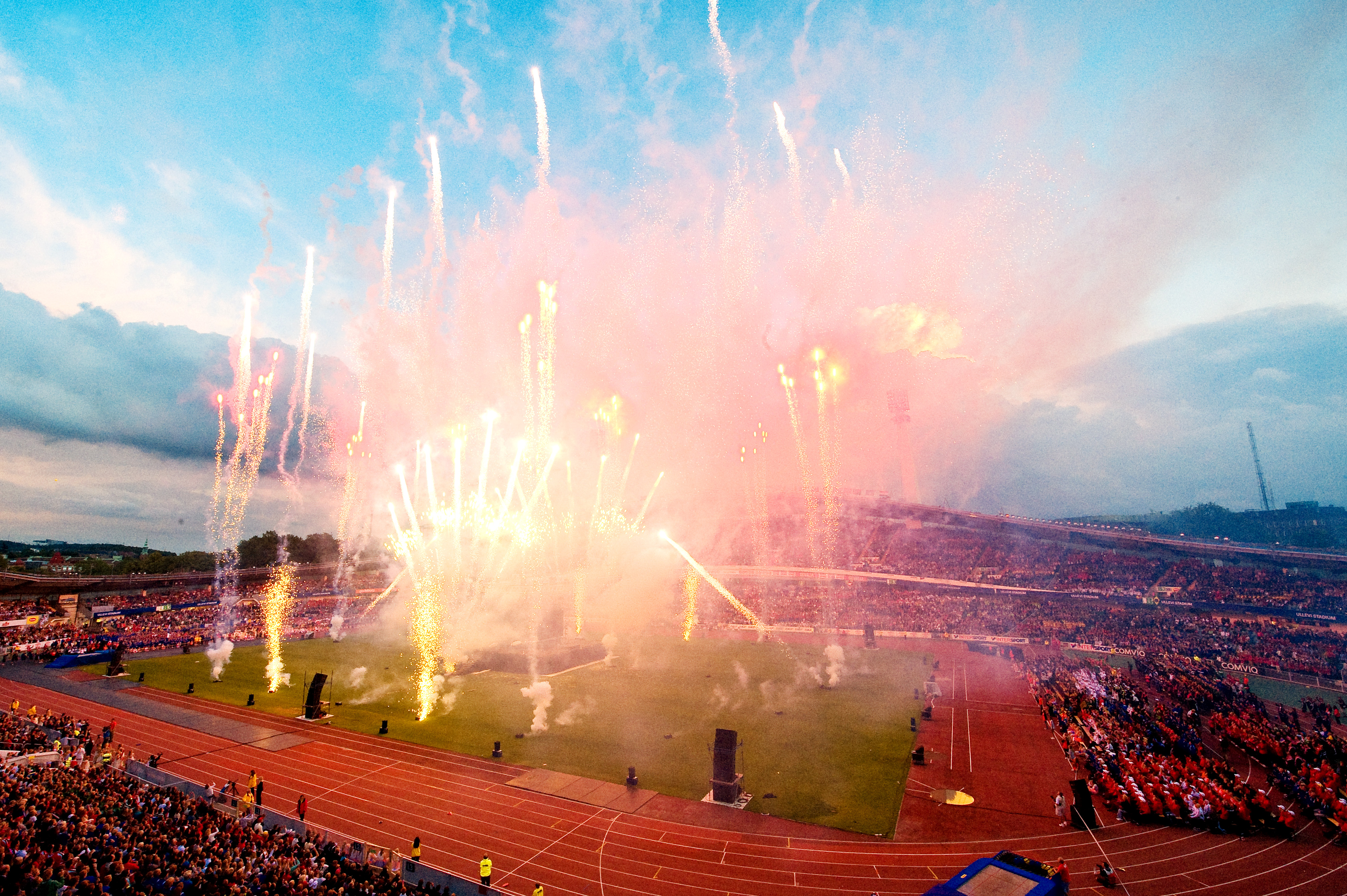

ゴ杯は1975年に第1回大会が行われ、2014年大会で40回目を迎えた。毎年世界から80カ国以上、1700チームが参加し、男女各10以上のカテゴリに分かれている。開会式はウッレヴィスタジアムで行われ、ド派手な花火で開幕を迎える。
この大会にはSKFなどが協賛している。